# ニル・ビトン
ニル・ビトン（ヘブライ語: ניר ביטון、1991年10月30日 - ）は、イスラエル出身のサッカー選手。同国代表。

## 経歴

### FCアシュドッド
ビトンは6歳から17歳まで、地元クラブであるFCアシュドッドの下部組織に所属していた。17歳の時にトップチームに昇格。123試合に出場した。

### セルティック
2013年8月30日、スコティッシュ・プレミアリーグ所属のセルティックに完全移籍した。契約は4年。9月18日のUEFAチャンピオンズリーググループリーグ最終戦の対ACミラン戦で後半89分に投入され、セルティックデビューを果たす。

## 代表
年代別のイスラエル代表に招集されている。2010年5月26日のウルグアイ代表との親善試合で、初出場しA代表デビューを飾った。UEFA EURO 2016では、イスラエル代表に招集され予選突破を目指した。2015年9月3日の対アンドラ戦にて、代表初得点を記録し、4-0の勝利に貢献するが、チームは予選敗退し、本戦で戦うことは無かった。

## タイトル
セルティックFC
- スコティッシュ・リーグ・カップ 2014-15, 2016-17, 2017-18
- スコティッシュ・プレミアシップ 2013-14, 2014-15, 2015-16, 2016-17, 2017-18
- スコティッシュ・カップ 2016-17, 2017-18